# فلورا کارابلا
فلورا کارابلا (ایتالیایی: Flora Carabella؛ ‏ ۲۶ فوریهٔ ۱۹۲۶ – ۲۰ آوریل ۱۹۹۹) بازیگر اهل ایتالیا بود.
او در سال ۱۹۵۰ با مارچلو ماسترویانی ازدواج کرد و علی‌رغم آنکه می‌دانست او روابط عاشقانه‌ای متعددی دارد، هرگز تقاضای طلاق رسمی نکرد. این دو با هم یک دختر به نام باربارا داشتند. طبق گزارش‌ها، او در سال ۱۹۷۶ درخواست فرزندپذیری برای کیارا ماسترویانی، دختر جداافتادهٔ همسرش نمود که حاصل روابط عاشقانهٔ مارچلو ماسترویانی با کاترین دنو بود، چرا که آن دو به دلیل مشغلهٔ فراوان شغلی، فرصت رسیدگی به دخترشان را نداشتند.
از فیلم‌ها یا مجموعه‌های تلویزیونی که وی در آن‌ها نقش داشته است، می‌توان به مارمولک‌ها، قفسی برای دیوانگان ۳: عروسی، کلبه ساحلی، عشاق و دیوانگان و شبی پُر باران اشاره نمود.